# Anotia sanguinea
Anotia sanguinea är en insektsart som beskrevs av Ronald Gordon Fennah 1952. Anotia sanguinea ingår i släktet Anotia och familjen Derbidae. Inga underarter finns listade i Catalogue of Life.